# Marcantonio Agazzi
Marcantonio Agazzi (Venezia, 1646 – 28 marzo 1710) è stato un vescovo cattolico italiano.

## Biografia
Nacque da una famiglia cittadinesca originaria di Romano di Lombardia, figlio di Lorenzo e di Caterina Ottoboni. Per parte di madre era nipote di Pietro Vito Ottoboni, futuro papa Alessandro VIII.
Ordinato sacerdote il 22 dicembre 1674, fu canonico di Treviso.
Il 9 gennaio 1692 fu eletto vescovo di Ceneda da papa Innocenzo XII. Ricevette l'ordinazione episcopale il successivo 20 gennaio per l'imposizione delle mani del cardinale Giambattista Rubini.
Celebrò il sinodo diocesano e ne promulgò le costituzioni.
Restaurò il castello vescovile, ampliò il seminario ed istituì l'Accademia letteraria dei Vigilanti.
Si spense il 28 marzo 1710.

## Genealogia episcopale
La genealogia episcopale è:
- Cardinale Guillaume d'Estouteville, O.S.B.Clun.
- Papa Sisto IV
- Papa Giulio II
- Cardinale Raffaele Sansone Riario
- Papa Leone X
- Papa Paolo III
- Cardinale Francesco Pisani
- Cardinale Alfonso Gesualdo di Conza
- Papa Clemente VIII
- Cardinale Pietro Aldobrandini
- Vescovo Laudivio Zacchia
- Cardinale Antonio Barberini
- Cardinale Alessandro Cesarini
- Cardinale Alessandro Crescenzi, C.R.S.
- Cardinale Giambattista Rubini
- Vescovo Marcantonio Agazzi